# Crónicas RCN
Crónicas RCN fue un programa de televisión colombiano, realizado por RCN Televisión, es conducida por Eccehomo Cetina y transmitidos por todos los domingos después de Noticias RCN.  
Es caracterizado por hacer reportajes a todas las personas y conocer los testimonios de las diferentes situaciones dentro de Colombia.
Se estrenó el 17 de febrero de 2013 con la nueva producción informativa dentro del canal RCN y finalizó el 15 de marzo de 2015 por la baja audiencia. Por lo que fue reemplazado por otro programa el cual tiene muchas similitudes con Crónicas RCN se estrenó el 22 de febrero de 2015, titulado; Cuatro caminos.